# Kirovgrad
Kirovgrad è una città della Russia siberiana estremo occidentale (Oblast' di Sverdlovsk), è il centro amministrativo del circondario urbano omonimo (Кировградский городской округ) e centro della produzione metallurgica. Nei confini dell'unità amministrativo-territoriale della città di Kirovgrad si trova anche il circondario urbano di Verchnij Tagil.
Kirovgrad è situata fra i corsi dei fiumi Tagil e Nejva, 99 km a nordovest del capoluogo Ekaterinburg.

## Società

### Evoluzione demografica
Fonte: mojgorod.ru
- 1959: 22.700
- 1979: 24.000
- 1989: 25.600
- 2007: 22.300
- 2023: 18.500